# Saurauia leprosa
Saurauia leprosa är en tvåhjärtbladig växtart som beskrevs av Pieter Willem Korthals. Saurauia leprosa ingår i släktet Saurauia och familjen Actinidiaceae. Inga underarter finns listade i Catalogue of Life.